# Mennica w Babimoście
Mennica w Babimoście – działająca w Babimoście mennica księcia głogowskiego Henryka III (1273–1309), w której bito kwartniki.